# Vito Maria Amico
Vito Maria Amico (15. února 1697 Catania – 15. prosince 1762 tamtéž) byl italský historik a literát.

## Život
Pocházel ze šlechtické rodiny a v šestnácti letech vstoupil do benediktinského kláštera San Nicolò l'Arena v Katánii. Ve třicetičtyřech letech se stal převorem kláštera a později byl převorem v Messině, Militellu, Castelbuonu a Monrealu. Cestoval po Sicílii a shromažďoval různé historické prameny. Například vzorky lávy z Etny a fosílie z oblasti Militella. Také archeologické nálezy, které vystavil v Museo di antichità greco-romane zřízeného v knihovně, kterou založil.
Působil na katedře historie Catanijské univerzity a založil první veřejnou knihovnu ve městě.
Karel III. Španělský jej roku 1751 jmenoval Regio storiografo.

## Dílo
- Siciliae Sacrae libri quarti integra pars seconda, 1734
- Catania illustrata, sive sacra et civilis urbis Catanae Historia, 1743-1744
- De recta civilis Historiae comparandae ratione, 1744)
- Dei limiti intorno ai quali deve contenersi la sana e saggia critica, e della esorbitanza dello scrivere, 1744
- Lexicon Siculum, 1757